# Kawai Tsugunosuke
Kawai Tsugunosuke est un nom japonais traditionnel ; le nom de famille (ou le nom d'école), Kawai, précède donc le prénom (ou le nom d'artiste).
Kawai Tsugunosuke (河井継之助, né le 27 janvier 1827 et mort le 1er octobre 1868) est un samouraï de la fin de la période Edo, qui servait le clan Makino du domaine de Nagaoka. Kawai était un haut commandant des forces de Nagaoka pendant la guerre de Boshin de 1868-1869. Il s'est réfugié à Aizu après la chute de son domaine ; cependant, il a contracté la gangrène à cause d'une blessure non traitée à la jambe, et est mort à Aizu.